# Acmaea instabilis
Acmaea instabilis är en snäckart som först beskrevs av Gould 1846.  Acmaea instabilis ingår i släktet Acmaea och familjen Acmaeidae. Inga underarter finns listade i Catalogue of Life.